# Lufkin (Teksas)
Lufkin – miasto w Stanach Zjednoczonych, w stanie Teksas, w hrabstwie Angelina. Według spisu w 2020 roku liczy 34,1 tys. mieszkańców, w tym 29,9% to Latynosi i 23,7% to czarni lub Afroamerykanie.